# Taylorsville (Califòrnia)
Taylorsville és una concentració de població designada pel cens dels Estats Units a l'estat de Califòrnia. Segons el cens del 2000 tenia 154 habitants.

## Demografia
Segons el cens del 2000, Taylorsville tenia 154 habitants, 75 habitatges, i 45 famílies. La densitat de població era de 18,5 habitants/km².
Dels 75 habitatges en un 21,3% hi vivien nens de menys de 18 anys, en un 50,7% hi vivien parelles casades, en un 6,7% dones solteres, i en un 40% no eren unitats familiars. En el 34,7% dels habitatges hi vivien persones soles el 16% de les quals corresponia a persones de 65 anys o més que vivien soles. El nombre mitjà de persones vivint en cada habitatge era de 2,05 i el nombre mitjà de persones que vivien en cada família era de 2,62.
Per edats la població es repartia de la següent manera: un 17,5% tenia menys de 18 anys, un 7,8% entre 18 i 24, un 18,8% entre 25 i 44, un 33,8% de 45 a 60 i un 22,1% 65 anys o més.
L'edat mediana era de 47 anys. Per cada 100 dones de 18 o més anys hi havia 84,1 homes.
La renda mediana per habitatge era de 23.194 $ i la renda mediana per família de 55.781 $. Els homes tenien una renda mediana de 31.250 $ mentre que les dones 25.577 $. La renda per capita de la població era de 17.733 $. Cap de les famílies i el 19,4% de la població estaven per davall del llindar de pobresa.

## Poblacions més properes
El següent diagrama mostra les poblacions més properes.